# Емо (Ліїш)
Емо (з ір. Ioma — «ліжко або місце відпочинку») — село в графстві Ліїш, Ірландія. Розташоване неподалік Порт-Ліїше на регіональній дорозі R422 неподалік від автомагістралі M7 Дублін — Лімерик.

## Історія
Село Емо кінця 18 століття спочатку розвинулося навколо воріт Емо-Корт. Сільський паб, New Inn (тепер називається «Gate House»), датується заснуванням села, як і готична католицька церква, яка містить могилу Алін, леді Портарлінгтон, з її лежачим зображенням роботи Джозефа Боема . Місце для церкви було подарунком від лорда Портарлінгтона, а парафіяльний будинок і землі біля церкви були надані графом Портарлінгтоном за номінальну орендну плату.
Emo Court був спроектований у 1790 році архітектором Джеймсом Ґандоном для першого графа Портарлінгтона і є відомим прикладом неокласичного стилю.
В Онтаріо є однойменне місто, назване на честь цього села ірландським іммігрантом з цього району.

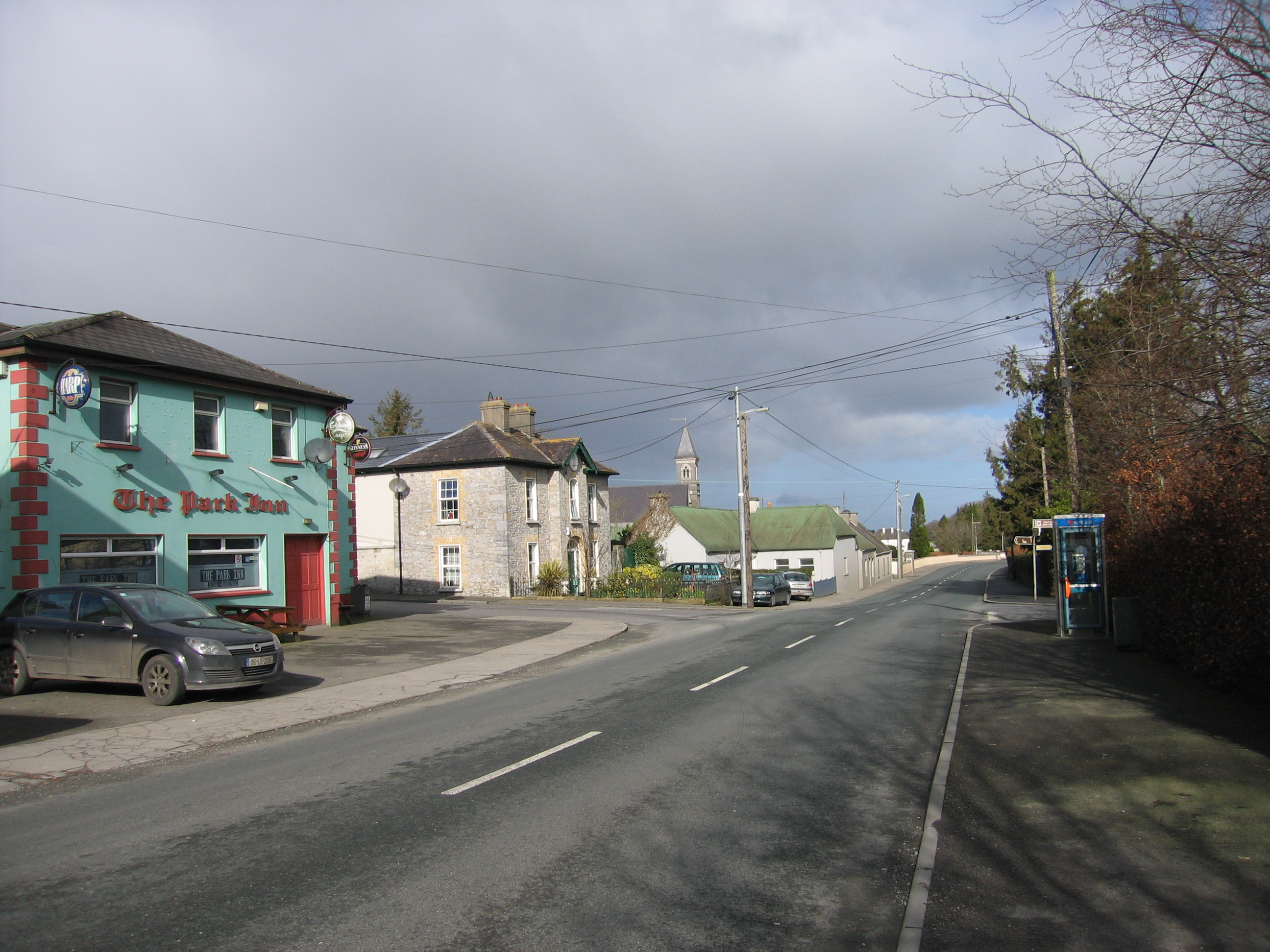
Головна вулиця Емо

## Спорт
Emo GAA — місцевий клуб Гельської атлетичної асоціації.

## Нафта
Компанія Emo Oil розташована в Порт-Ліїше і названа на честь села. Бренд використовується кількома підрозділами DCC Plca, а DCC є найбільшим дистриб'ютором нафти у Великій Британії та Північній Ірландії.